# Hôtel Johns
Pour les articles homonymes, voir Jones.
L'hôtel Johns (en anglais : Johns Hotel) est un ancien hôtel américain dans le comté de Keweenaw, au Michigan. Protégé au sein du parc national de l'Isle Royale, il est inscrit au Registre national des lieux historiques depuis le 8 août 1997.